# Maria Aubin
Maria Aubin, Pseudonym M. Schwan (* 20. April 1847 in Berlin; † 9. August 1920 in Reichenberg, Tschechoslowakei) war eine Schriftstellerin.

## Leben
Aubin war die Tochter eines Frankfurter Bürgers und Kaufmanns. Als Schriftstellerin verfasste sie Märchen, Geschichten sowie ein Lustspiel.
Sie war Mitglied des Deutschen Vereins für höhere Mädchenerziehung sowie des Evangelischen Frauenvereines von Reichenberg.

## Werke
- Die Erzieherin. Lustspiel in einem Akte. Mutze, Leipzig 1882.
- Wettermännchens Geschichten für kleine Leute. Fritsche, Reichenberg 1886.
- Vier deutsche Märchen. Fritsche, Reichenberg 1887.